# Nina & Frederik
Nina & Frederik var en dansk pop-duo som bestod av Nina och Frederik van Pallandt. Paret började uppträda tillsammans 1957 och gifte sig 1960. De fortsatte att uppträda tillsammans under 1960-talet. Paret separerade 1969 och skildes 1975.

## Musiken
Duons musik var calypso-inspirerad, med många inspelningar av traditionella calypsosånger men även covers på Harry Belafontes repertoar. Förutom calypson spelade paret in en rad traditionella sånger, visor och schlagers.
De uppnådde en betydande popularitet under åren i skiftet mellan 1950- och 1960-talet både i Danmark och utomlands. EP:n Nina & Frederik från 1960 blev nummer 2 i Storbritannien och låg i över två år på de brittiska hitlistorna. Paret turnerade intensivt i Europa och gav även konserter i USA. 
Nina & Frederik spelade huvudrollerna i två danska spelfilmer: Verdens rigeste pige (1958) och Kærlighedens melodi (1959) där de även sjöng flera av sina populära sånger. Nina van Pallandt har en mindre men pregnant roll i American Gigolo.

## Medlemmar
- Frederik Jan Gustav Floris, baron van Pallandt (född 4 maj 1934 i Köpenhamn, död 15 maj 1994 i Puerto Galera på Mindoro, Filippinerna), var en nederländsk sångare, textförfattare och skådespelare. Han föddes i Köpenhamn där hans far då var ambassadör.
- Nina (ursprungligen Nina Magdelena Møller, född 15 juli 1932 i Köpenhamn) är en dansk baronessa, sångare och skådespelare.

## Diskografi (urval)

### LP
- Nina & Frederik (1958), LP, utgiven i Danmark, Tyskland, Storbritannien, USA och Nya Zeeland på Metronome, Pye og Columbia, liksom även på 10 LP och EP i Storbritannien på Pye Nixa Records. Albumet blev nummer 9 på den brittiske albumhitlistan.
- Nina & Frederik – Introducing The Fabulous Nina & Frederik (1960) Amerikanskt album.
- Nina & Frederik – Where Have All The Flowers Gone? (1963) Amerikanskt album.
- Attitudes med Jørn Grauengaard And His Orchestra (1964) Danskt album, utgivet på Metronome med distribution bland annat i Tyskland.
- Nina And Frederik – Little Boxes And Other Favourites (1964), utgivet i Storbritannien på Columbia
- An Evening With Nina & Frederik At The Royal Albert Hall (1966), Brittiskt album utgivet på Columbia och även i Australien och Tyskland samt i Danmark på Metronome.
- A Season's Greeting From Nina & Frederik (1966), Brittiskt album utgivet på Columbia liksom i i Nya Zeeland.
- Nina & Frederik With Louis Armstrong utgivet på ACTO (med sångerna från filmen Kærlighedens melodi)

### EP
- Nina & Frederik (1957) på Metronome 1148
- Nina & Frederik (1958) i Europa på Columbia (men med andra sånger än på EP:n ovan).
- Calypsos (1958) utgiven i Spanien.

### Singlar
- "The Formula of Love" (1959) (med Louis Armstrong) från filmen Kærlighedens melodi
- "Lad Os Flyve Til En Stjerne" från filmen Verdens rigeste pige, sången utgavs även internationellt som "Let us Fly to a Star"
- "Mary's Boy Child" (1959) utgavs i Europa på Columbia, i Skandinavien på Metronome. Blev nummer 26 på den brittiska hitlistan.
- "Listen to the Ocean" (1960) utgavs i Europa på Columbia, i Skandinavien på Metronome, blev nummer 46 på den brittiska hitlistan.
- "Little donkey" (1960) utgavs i Europa på Columbia, i Skandinavien på Metronome, blev nummer 3 på den brittiska hitlistan.
- "Longtime boy" (1960) utgavs i Europa på Columbia, i Skandinavien på Metronome, blev nummer 43 på den brittiska hitlistan.
- "Sucu Sucu" (1961) utgavs i Europa på Columbia, i Skandinavien på Metronome, blev nummer 23 på den brittiska hitlistan.